# 蒂鲁维代马鲁杜尔
蒂鲁维代马鲁杜尔（Thiruvidaimarudur），是印度泰米尔纳德邦坦贾武尔县的一个城镇。总人口13758（2001年）。

## 人口
该地2001年总人口13758人，其中男性6828人，女性6930人；0—6岁人口1529人，其中男799人，女730人；识字率74.36%，其中男性为80.40%，女性为68.40%。